# Septet
Septet (z łac. septem – siedem: ang. septet, franc. septuor, niem. Septett, wł. settimino) – dwuznaczne pojęcie muzyczne:
1. zespół muzyczny siedmiu osób;
2. utwór muzyczny dla takiego zespołu, np. na 7 głosów lub instrumentów solowych.

Nazwa „septet” – na wzór tria, kwartetu, kwintetu itp. – jest używana od powstania siedmioczęściowego Septetu Es-dur op. 20 (1799/1800) Ludwiga van Beethovena. Był to utwór na skrzypce, altówkę, wiolonczelę, kontrabas, klarnet, róg i fagot. Skład tej „zminiaturyzowanej orkiestry” oraz wieloodcinkową formę wielokrotnie naśladowano w XIX wieku, a nawet w XX wieku.

## Przykłady
Najbardziej znane septety:
- Conradin Kreutzer Septuor op. 62,
- Franz Berwald Grand Septett B-dur,
- Michaił Glinka – niedokończony Septet Es-dur,
- Vincent d’Indy Suite dans le style ancien D-dur op. 24 (z trąbką) i Divertissement,
- Gawriił Popow Septet op. 2 (z trąbką),
- Paul Hindemith Septet na 7 instrumentów dętych,
- Igor Strawinski Septet.

W XIX w. popularnością cieszył się septet będący przeniesieniem na kameralną obsadę koncertu fortepianowego. Takie właśnie są septety:
- J.N. Hummla (d-moll op. 74),
- I. Moschelesa,
- L. Spohra,
- G. Onslowa,
- I.F. Dobrzyńskiego Variations de concert op. 12 z fortepianem i fletem.

Specyficzna jest obsada Septetu wojskowego (Septet militaire C-dur op. 114), J.N. Hummla, gdyż koncertuje w nim fortepian i trąbka; na tej obsadzie wzorował się Camille Saint-Saëns komponując Septet Es-dur (op. 65).
Septety wokalne spotykane są w operach, na ogół jako część rozbudowanego finału, tak jak to ma miejsce w drugim akcie Wesela Figara W.A. Mozarta, lub w Hugenotach G. Meyerbeera.